# Łzawnica żółtoczerwonawa
Łzawnica żółtoczerwonawa (Dacryonaema rufum (Fr.) Nannf.) – gatunek grzybów z rodziny Dacryonaemataceae.

## Systematyka i nazewnictwo
Pozycja w klasyfikacji według Index Fungorum: Dacryonaemataceae, Incertae sedis, Incertae sedis, Dacrymycetes, Agaricomycotina, Basidiomycota, Fungi.
Po raz pierwszy opisał go w 1818 r. Elias Fries, nadając mu nazwę Sphaeronaema rufum. W 1947 r. John Axel Nannfeldt przeniósł go do rodzaju Dacryonaema. Synonimy:
- Sphaeromyxa rufa (Fr.) Spreng. 1827
- Sphaeronaema rufum Fr. 1818
- Sphaeronaemella rufa (Fr.) Sacc. 1884
- Zythia rufa (Fr.) Schwein. 1832

Polską nazwę nadał Władysław Wojewoda w 2003 r.

## Morfologia
Owocniki początkowo w postaci małych grudek, pojedynczo w podłożu zakotwiczonych, później w postaci smukłych pałeczek, z częścią dolną lekko zagłębioną w drewnie. Część płonna o wysokości do 1 (–1,1) mm i średnicy przy podstawie do 0,5 mm, średnica części wierzchołkowej do 0,1 mm. W płodnych owocnikach zgrubiałe wierzchołkowe główki tworzą się bardzo wcześnie. Miąższ chrząstkowaty, jednorodny, z grubościennymi strzępkami i wąskim światłem. Strzępki w trzonie biegną równolegle i wyginają się promieniście na zewnątrz w główce. Powierzchnia rdzawoczerwona do czerwonobrązowoczarnej, przezroczysta i bardzo błyszcząca, szczególnie w górnej połowie. Wskutek żelatynowatej powierzchni sąsiednie owocniki często zlepiają się z sobą. Hymenium znajduje się na powierzchni główek. Powierzchnia w pełni rozwiniętego hymenium jest mączysta. Bazydiospory 6,3–9,4 × 2,4–3,1 μm, zakrzywione cylindryczne, cienkościenne, szkliste, z kilkoma mniejszymi lub z jedną dużą gutulą.
Bardzo często spotykane są tylko błyszczące, czerwonawe, sterylne trzony.

## Występowanie
Występuje w Ameryce Północnej i Europie. W Polsce do 2003 r. jedyne stanowisko podała Anna Bujakiewicz. Do 2025 r. brak informacji o nowych stanowiskach. Na Czerwonej liście roślin i grzybów Polski ma status I – gatunek o nieokreślonym zagrożeniu, o którym wiadomo tylko, że może być wymarły, wymierający, narażony lub rzadki, lecz brak dostatecznej informacji, by zaliczyć go do jednej z tych kategorii.
Grzyb nadrzewny, saprotrof. Rośnie na zgniłych, pozbawionych kory pniach drzew i na resztkach drzewnych w miejscach chronionych przed wysychaniem, często w towarzystwie porostów.